# Аверкиев, Иван Степанович
Ива́н Степа́нович Аве́ркиев (12 апреля 1901, Сятря-Марги, Ядринский уезд, Казанская губерния — 6 апреля 1978, Йошкар-Ола, Республика Марий Эл) — чувашский деятель науки, учёный-лесовод и энтомолог, доктор биологических наук, профессор, «Заслуженный деятель науки Марийской АССР».

## Биография
Родился 12 апреля 1901 года в деревне Сятря-Марги, Ядринского уезда, Казанской губернии (ныне Чебоксарский район, Республика Чувашия) в бедной чувашской семье. Детские и юношеские годы провёл в родной деревне, с которой соседствовал дубовый лес, получивший при Петре I статус корабельной рощи.
В 1914 году Иван закончил обучение в сельской школе. Дальнейшее образование продолжил в Чебоксарской учительской школе 2-й ступени, после окончания которой в 1921 году, получив диплом учителя, уехал в Акмолинскую область, Киргизского края (ныне Казахстан), где в течение года работал учителем и заведующим 6-летней школой.
Осенью 1922 года Иван Степанович был принят на рабочий факультет в г. Чебоксары, по окончании которого в 1923 году поступил в Казанский институт сельского хозяйства и лесоводства. Он получил отличную подготовку, учась у профессоров А. Я. Гордягина, А. П. Тольского, Л. И. Яшнова, А. А. Юницкого
C 1927 по 1929 годы состоял выдвиженцем при кафедре лесной энтомологии и проводил исследования, завершившиеся успешной защитой дипломной работы «Биология и экология главнейших сосновых короедов по наблюдениям в Присурском массиве Чувашии, в Сидельниковском лесничестве МАО, Сретенском учебноопытном лесничестве Казанского института сельского хозяйства и лесоводства», выполненной под руководством профессора Г. С. Судейкина. В 1929—1930 учебном году работал в Мариинско-Посадском лесном техникуме преподавателем лесной энтомологии и фитопатологии, одновременно выполняя обязанности заведующего учебной частью.
В апреле 1930 года Аверкиев перешёл на постоянную работу ассистентом кафедры лесной энтомологии Казанского института сельского хозяйства и лесоводства. В 1932 году лесной факультет был выделен из этого института, переведён в Йошкар-Олу и реорганизован в Поволжский лесотехнический институт им. М. Горького. В этом вузе Иван прошёл путь от ассистента до профессора, успешно совмещая педагогическую и научно-исследовательскую работу.
Работа в ряде экспедиций в лесах Среднего Поволжья и Зауралья сыграла решающую роль в выборе И. С. Аверкиевым своего жизненной пути — он навсегда стал лесным энтомологом. Повреждение вредными лесными насекомыми древостоев на огромных площадях в Среднем Заволжье, их последующее отмирание, превращение деловой древесины в дровяную, снижение производительности насаждений — все эти факты произвели сильное впечатление на молодого учёного. Он многократно участвовал в энтомологических обследованиях лесов Марийской, Чувашской, Татарской, Удмуртской автономных республик, Саратовской, Самарской, Кировской и Тюменской областей, работал во многих экспедициях, организованных Управлениями лесного хозяйства и 8 научными учреждениями. Результаты проведённых работ получили своё отражение в практических рекомендациях и научных работах. 23 октября 1935 года Ивану Степановичу было присвоено учёное звание доцента кафедры лесной энтомологии, в 1939 году он успешно защищает кандидатскую диссертацию по теме «Биология и экология непарного шелкопряда».
В своей научно-исследовательской деятельности Иван Степанович уже в те годы уделял большое внимание изучению биологических методов борьбы с вредителями леса, в частности, использованию энтомофагов и паразитов непарного шелкопряда, глубоко и тонко понимая необходимость сохранения механизмов саморегулирования лесных экосистем. Особенно интересовал его вопрос о роли патогенных микроорганизмов в системе защиты леса от восточного майского хруща и соснового подкорного клопа, явившихся труднопреодолимой преградой в деле искусственного лесовосстановления в Среднем Заволжье. Его активное участие в разработке этой проблемы, исследуемой большим коллективом учёных ПЛТИ совместно с лесоводами-практиками, помогло её успешному решению и позволило восстанавливать леса на пустырях и гарях. Не оставался И. С. Аверкиев в стороне от разработки актуальных проблем лесопользования и охраны природы, экологизации лесного хозяйства как средства повышения его эффективности, при этом не только с утилитарной точки зрения, но и с социальной, воспитательной и духовной.
В 1940—1950 годы в нашей стране интенсивно развивалась оборонная промышленность, остро нуждающаяся в стратегических материалах, к числу которых относился натуральный шёлк. По инициативе И. С. Аверкиева промышленное шелководство начали развивать колхозы и совхозы Марийской АССР. За разработку теоретических основ северного шелководства путём выращивания личинок дубового шелкопряда на берёзе и успешное внедрение этой важной технологии в производство И. С. Аверкиеву было присвоено почётное звание «Заслуженный деятель науки Марийской АССР» (1951). Работа завершилась блестящей защитой им докторской диссертации на тему «Биология и экология китайского дубового шелкопряда и разведение его в Марийской АССР» в 1960 году.
С 1947 по 1954 годы И. С. Аверкиев заведовал кафедрой энтомологии и фитопатологии Поволжского лесотехнического института, переименованного в Марийский государственный политехнический институт им. А. М. Горького, а в 1960—1976 годах — кафедрой ботаники и лесозащиты. Под его руководством выполняли и успешно защищали кандидатские диссертации аспиранты очного и заочного обучения В. А. Рахов, В. И. Охотников, В. В. Мартыненко, Г. Г. Эрская. Его лекции прослушали тысячи студентов, многие из них участвовали в руководимом им научном кружке, энтомологических экспедициях в лесах Волго-Вятского региона.
Результаты научно-исследовательских работ И. С. Аверкиева опубликованы в различных академических и научно-практических журналах («Природа», «Микробиология», «Зоологический журнал», «Лесное хозяйство», «Защита растений», «Лесной журнал»), докладах ВАСХНИЛ, Известиях Казанского института сельского хозяйства и лесоводства, сборниках трудов Поволжского лесотехнического института, трудах IX Международного конгресса по микробиологии, материалах XII Международного энтомологического конгресса. В 1973 году издательством «Лесная промышленность» был выпущен подготовленный Иваном Степановичем «Атлас вредителей леса», предназначенный для широкого круга работников лесного хозяйства, а также студентов высших и средних учебных заведений лесохозяйственного профиля. Им были написаны 42 статьи для «Лесохозяйственного словаря-справочника», изданного в 1948 и 1950 годах. Всего им опубликовано более 100 научных трудов.

## Награды
И. С. Аверкиев награждён правительственными наградами: орденом Трудового Красного знамени, медалями: «За доблестный труд в Великой Отечественной войне», «За трудовое отличие», «За доблестный труд. В ознаменование 100-летия со дня рождения В. И. Ленина», почётной грамотой Президиума Верховного Совета Марийской АССР и почётной грамотой «Заслуженного деятеля науки Марийской АССР», медалью Всесоюзной сельскохозяйственной выставки, значками «Отличник социалистического сельского хозяйства», «За сбережение и приумножение лесных богатств РСФСР», почётным нагрудным знаком «За охрану природы». За активное участие в укреплении института после переезда его из Казани И. С. Аверкиеву вынесена благодарность Президиума МАО. И. С. Аверкиев вёл большую общественную работу: был членом секции лесного хозяйства и лесной промышленности НТС Министерства высшего и среднего специального образования СССР, председателем совета общества охраны природы.

## Труды
- Аверкиев И. С. Атлас вреднейших насекомых леса. Издание второе, переработанное. — Москва: Лесная промышленность, 1984. — 72 с. — 2000 экз.

## Память
6 мая 2025 года на доме № 45 на бульваре Чавайна в Йошкар-Оле, где в 1972—1978 годах жил заслуженный деятель науки Марийской АССР, доктор биологических наук, профессор И. С. Аверкиев, состоялось открытие мемориальной доски.  